# دستیار مجازی (شغل)

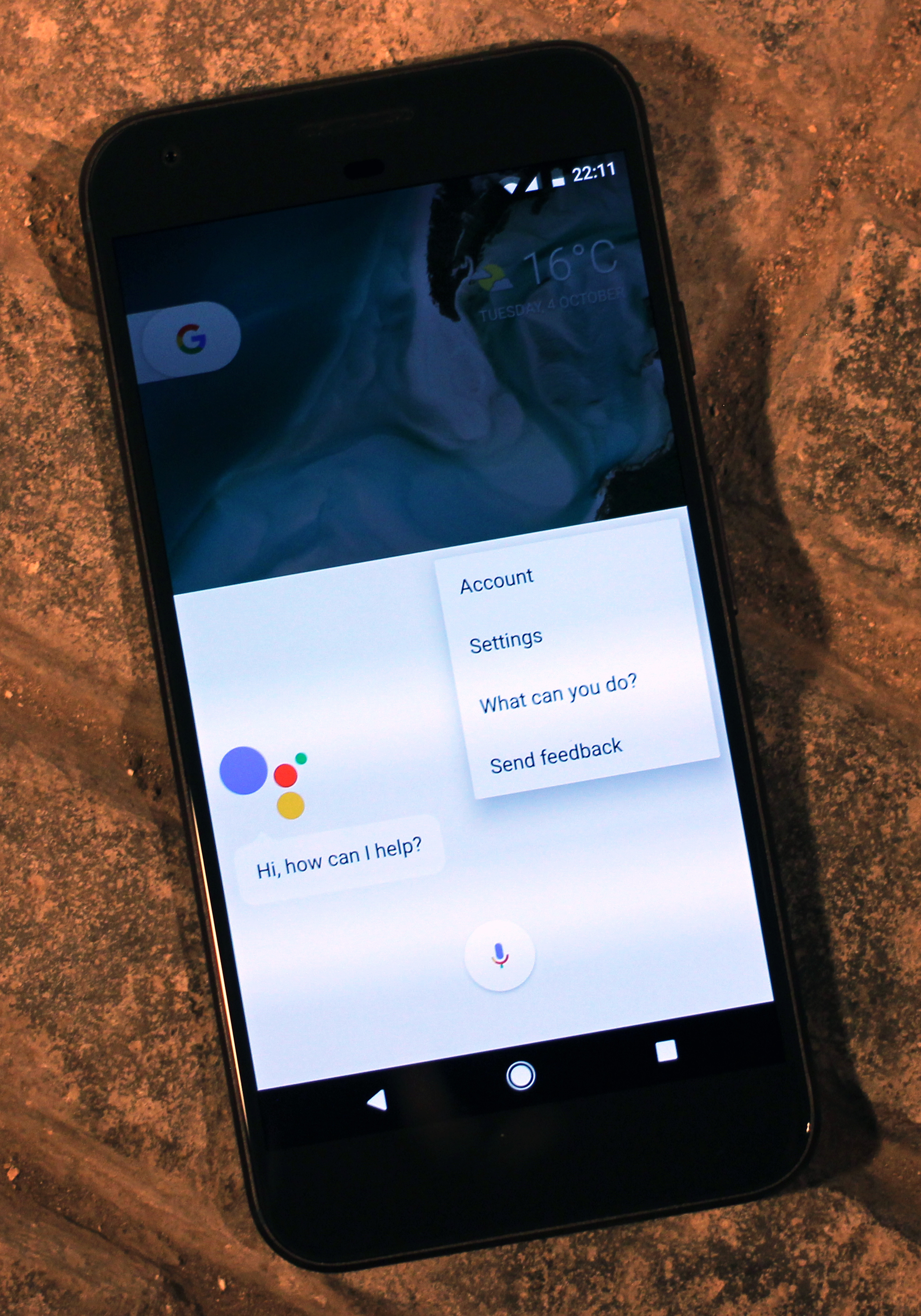
نمونه یک پروژه دستیاری مجازی

دستیار مجازی یا منشی مجازی به اشخاص یا شرکت‌هایی گفته می‌شود که به صورت حرفه‌ای و مستقل از راه دور (دورکاری) مشغول به کار هستند و محصولات و خدمات گوناگونی را هم به شرکت‌ها و هم مصرف‌کنندگان ارائه می‌دهند. صنعت مجازی تحولات چشمگیری ایجاد کرده، زیرا اشخاصی را که آشنایی زیادی با این حوزه ندارند نیز جذب خود کرده‌است.
دستیاران مجازی دارای پیشینه‌های کاری گوناگونی هستند، اما بیشترشان دارای چندین سال سابقه فعالیت در دنیای تجاری «واقعی» (غیرمجازی) هستند.
با استفاده از دستیار مجازی مشتریان از بابت مشکل لجستیکِ تخصیص فضایی اضافی به دفتر، تجهیزات یا ملزومات نیز راحت هستند و صد در صد برای کار مفید هزینه می‌کنند. مشتریان می‌توانند شخصاً با دستیاران مجازی کار کنند یا از طریق شرکت‌هایی متشکل از تیمی از دستیاران مجازی که پاسخگوی تمامی نیازهایشان است. با این که دستیاران مجازی اغلب برای مشاغل کوچک کار می‌کنند، می‌توانند با مدیران پرمشغله نیز همکاری کنند. بنا بر آمارهای متفاوت، برآورد می‌شود که ۵ تا ۱۰ هزار یا ۲۵ هزار دستیار مجازی در سرتاسر دنیا مشغول به کار هستند. این حرفه با استخدام نیروهای پروازی در اقتصادهای متمرکز مسیر رو به رشدی را در پیش گرفته‌است.
از جمله روش‌های مرسوم ارتباطات و تحویل داده‌ها: اینترنت، ایمیل و تماس‌های کنفرانس، فضاهای کاری آنلاین، تلفن گویا و دستگاه فکس اینترنتی است. دستیاران مجازی از فناوری‌هایی همچون اسکایپ و گوگل وُیس نیز بهره می‌برند. افراد حرفه‌ای در این شغل به صورت قراردادی و اغلب درازمدت همکاری می‌کنند. برای شروع به کار در این حرفه، به‌طور معمول ۵ سال سابقه کار اداری در یک دفتر در مشاغلی همچون دستیار اداری، مسئول دفتر/ سوپروایزر، منشی، دستیار حقوقی، دستیار وکیل، منشی وکیل، دستیار بنگاه مشاور املاک، فناوری اطلاعات و غیره مورد نیاز است.
در سال‌های گذشته، دستیاران مجازی وارد بسیاری از مشاغل اصلی شده‌اند و با پیدایش خدمات ویپ همچون اسکایپ می‌توان دستیاری مجازی داشت که از راه دور و حتی بدون داشتن دانش مصرف‌کننده نهایی تلفن‌های شما را پاسخگو باشد. این امکان به بسیاری از شرکت‌ها اجازه می‌دهد نوعی صمیمیت را در قالب یک منشی مجازی بدون هزینه مضاعف استخدام یک کارمند به فضای کاری خود اضافه کنند.
یک دستیار مجازیِ اختصاصی در داخل دفتر کار مجازی و تحت مدیریت یک شرکت فعالیت می‌کند. تأمین امکانات و ارتباط اینترنتی و همچنین آموزش بر عهده شرکت است. یک دستیار مجازی مستقر در منزل نیز یا در محیط‌های اداری مشترک یا در خانه کار کرده‌است. در کل، به دستیاران مجازی گاهی دستیار اداری آنلاین، دستیار شخصی آنلاین یا دستیار فروش آنلاین نیز گفته می‌شود. دستیار مجازی وبمستر، دستیار مجازی بازاریابی و دستیار مجازی محتوانویس افرادی با تخصص‌هایی خاص هستند که اغلب کارمندانی باتجربه از محیط‌های شرکتی‌اند که خود اقدام به راه‌اندازی دفاتر مجازی کرده‌اند.

## دستیار مجازی در ایران
در سال‌های اخیر در ایران هم دفتر کار مجازی ایجاد شده‌است و چند شرکت چنین خدماتی را ارائه می‌کنند. از مهم‌ترین خدمات این دفاتر برای مشتریان ارائه خدمات گوناگون مرتبط با منشی یا دستیار مجازی است.